# Кавачи (линеен кораб, 1910)
Кавачи (на японски: 河内, на английски: Kawachi) е линеен кораб на ВМС на Япония. Главен кораб на едноименния проект линейни кораби. Построен е в арсеналът на ВМС в Йокосука, спуснат е на вода през 1910 г., въведен в строя на флота 1912 г. Наречен е в чест на историческата провинцията Кавачи (част от територията на съвременната префектура Осака).
Различава се от еднотипния „Сетцу“ по силуета на корпуса: при „Кавачи“ има вертикален форщевен, а „Сетцу“ – атлантически (наклонен).
„Кавачи“ е част от корабостроителната програма за 1907 г.; Япония планира да построи общо осем нови дредноута в случай на конфликт с Русия или САЩ (виж програма „осем-осем“). Оръдията за носовата и кърмовата кули (305 мм/50 калибра) са поръчани на английската фирма Armstrong Whitworth, а парните турбини Curtis, американски образец, са произведени в Япония по лиценз.
През Първата световна война „Кавачи“ патрулира в Жълто и Южнокитайско морета, заедно с еднотипния „Сетцу“ взема участие в обсадата на Циндао.
Корабът не дочаква края на войната. На 12 юли 1918 г., когато „Кавачи“ се намира на котва в залива Токуяма, в барутен погреб се взривява кордит. Корабът потъва, загиват 621 души от 1059, намиращи се на борда. Впоследствие е изваден от дъното и е разкомплектован за метал.